# Linum dolomiticum
Linum dolomiticum là một loài thực vật có hoa trong họ Linaceae. Loài này được Borbás mô tả khoa học đầu tiên năm 1897.

## Hình ảnh

- Tập tin:Tập
- Tập tin:1549 11 Philatelic.png
- Tập tin:1549 12 Phelatelic.png